# Matala-Sarkanen
Matala-Sarkanen är en sjö i kommunen Kouvola i landskapet Kymmenedalen i Finland. Sjön ligger 93,7 meter över havet. Arean är 77 hektar och strandlinjen är 7,26 kilometer lång. Sjön  ingår i Kymmene älvs huvudavrinningsområde.   Den ligger omkring 71 km norr om Kotka och omkring 160 km nordöst om Helsingfors. 